# Go to the Mardi Gras
Go to the Mardi Gras of "Mardi Gras in New Orleans" is een r&b-nummer over Mardi Gras in New Orleans, uitgevoerd door Professor Longhair (echte naam Henry Roland Byrd) en sinds 1949 verschillende keren opgenomen. Hij schreef het lied met Theresa Terry. Het nummer werd gecoverd door Fats Domino en in 1953 als single uitgebracht. Het nummer is een iconisch feestelijk lied tijdens het carnavalsseizoen in New Orleans.

## Achtergrond
Henry Roeland Byrd, beter bekend als Professor Longhair (of bijnaam "Fess"), werd geboren in Bogalusa en verhuisde als baby met zijn ouders naar New Orleans. Naar verluidt leerde hij piano spelen op een instrument, waarvan meerdere toetsen ontbraken, wat volgens sommigen de oorzaak was van zijn ongebruikelijke techniek. Hij stampte de maat door met zijn voet tegen de onderkant van de piano te trappen. Hij ontwikkelde een unieke "rumba boogie" -stijl die elementen van blues, barrelhouse en Caraïbische invloeden combineerde. Hij was een cruciale schakel tussen vroege pianopioniers uit New Orleans zoals Tuts Washington en latere namen als Fats Domino, Art Neville, Allen Toussaint en Dr. John. Zijn single "Bald Head" uit 1950 bereikte nummer 5 in de R&B-hitlijsten en werd zijn enige nationale hit.
De tekst van het lied adviseert iedereen die New Orleans wil bezoeken om naar de Mardi Gras-viering te gaan en getuige te zijn van de verschillende bezienswaardigheden, zoals "de Zulu-koning zien op Saint Claude en Dumaine". In 1959 ten tijde van de opname, volgde de Zulu-parade, georganiseerd door de Zulu Social Aid & Pleasure Club, ieder jaar een geïmproviseerde route, die vaak dit kruispunt passeerde. "Go to the Mardi Gras", samen met een latere plaat "Big Chief", uitgebracht in 1964, is een iconische standaard van het carnavalsseizoen geworden.

## Release
Het nummer werd in 1949 op een 78-toeren single voor het eerst uitgebracht als "Mardi Gras in New Orleans" onder de naam van "Professor Longhair and His Shuffling Hungarians". Een andere versie opgenomen in november 1949 en geproduceerd door Ahmet Ertegün en Herb Abramson werd uitgebracht op Atlantic Records onder de naam "Professor Longhair and his New Orleans Boys". Er is ook een derde (maar eerdere) opname van het nummer uit 1949 uitgebracht.
In 1959 nam Byrd het nummer opnieuw op als "Go to the Mardi Gras", geproduceerd door Joe Ruffino en in december uitgebracht op Ruffino's label Ron Records, met Mac Rebennack op gitaar, lang voordat deze bekend werd als Dr. John.
Het nummer werd ook opnieuw opgenomen in 1971 en in 1991 uitgebracht op het album Mardi Gras in Baton Rouge. Een andere versie werd opgenomen in 1974 en opgenomen in de geremixte versie uit 1985 van zijn Rock 'n' Roll Gumbo-album.
Er zijn ook talloze live-opnamen van het nummer uitgebracht.
Het nummer verscheen ook op talloze verzamelalbums, waaronder The Devil's Music - de persoonlijke compilatie van blues, soul en R&B Classics van Keith Richards.